# Stambonenkever
De stambonenkever (Acanthoscelides obtectus) is een keversoort uit de familie bladkevers (Chrysomelidae). De wetenschappelijke naam van de soort werd in 1831 gepubliceerd door Thomas Say. De soort komt van nature voor in Centraal-Amerika en is vandaar uit met geïmporteerde bonen verspreid over de wereld. In één boon kunnen meer dan 30 kevers voorkomen. De kever legt de eitjes in zowel verse als gedroogde bonen.
De stambonenkever tast de zaden (bonen) van vlinderbloemigen aan, speciaal die van het geslacht Phaseolus. Daarnaast worden de zaden van vele andere soorten aangetast waaronder: erwt, kikkererwt, sojaboon, linze, tuinboon, veldboon, mungboon en kousenband.

## Beschrijving
De stambonenkever kan 3,2 - 4,0 mm lang worden. Het borststuk is overwegend zwart en het achterlijf samen met het pygidium meestal rood. Roodachtig zijn ook de eerste vier leden en het laatste lid van de antennen en de poten met uitzondering van de dij (femur). Het borststuk met de dekschilden is bedekt met een dichte, geelbruine beharing. De dekschilden hebben drie, niet scherp begrensde, bruine dwarsbanden. Karakteristiek voor deze kever is dat de dekschilden het pygidium niet helemaal bedekt. De dekschilden zijn samen iets langer dan breed en hebben vlakke, bijna rechte strepen (striae) bestaande uit iets langgerekte puntjes. De derde en vierde streep hebben basaal kleine tandjes. Het halsschild is driehoekig-klokvormig en heeft een fijn netwerk van putjes. In de buurt van de achterhoek zit een meer oppervlakkige put. Op de dij van de achterste poot (metafemur) zitten drie tanden en de tarsus bestaat uit vier segmenten. De vrouwtjes zijn van de mannetjes te onderscheiden door de vorm van de vijfde achterlijfsterniet, dat bij de mannetjes diep uitgerand en bij de vrouwtjes vlak is. Jonge larven hebben poten en een gele kop, maar latere larvale stadia zijn pootloos en hebben een bruine kop.
De kever komt voor de paring in april tevoorschijn. In groepjes van 2 - 20 eitjes worden ze afgezet. Een enkel vrouwtje kan tot 200 eitjes leggen (gemiddeld 40). Na 30 - 45 dagen komt de larve uit het ei en vervelt na ongeveer 3 dagen. Na 3 - 3,5 week nadat de larve uit het ei gekomen is, vindt de verpopping in de boon plaats, waar na 9 - 29 dagen de kever uit de pop komt. Er kunnen meerdere generaties per jaar gevormd worden.